# ثيو بودي
ثيو بودي (بالهولندية: Theo Budde)‏ هو ساعاتي وشاعر هولندي، ولد في 28 أغسطس 1889 في Ootmarsum ‏ في هولندا، وتوفي في 8 أغسطس 1959.